# Сербия в античности

Провинции Римской империи на западе Балканского полуострова
(Красным пунктиром здесь и далее показаны современные границы Сербии)

В античную эпоху территория Сербии была населена иллирийскими (дарданцы) и кельтскими народами (скордиски). Центральная Сербия находилась под владычеством Римской империи порядка 600 лет: с I век до прихода славян на Балканы в VI веке.

## История

### Римский период

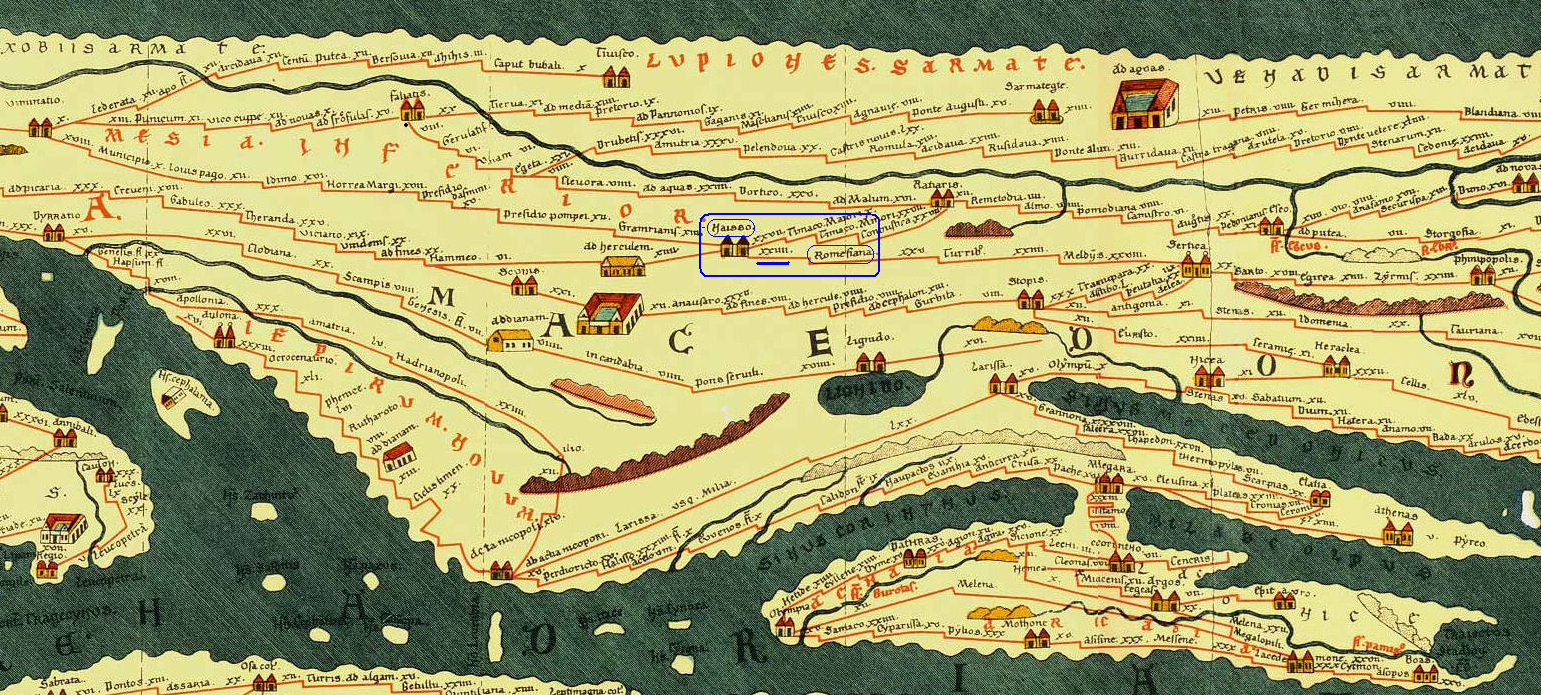
Наиссус и Ремесиана на Пейтингеровой скрижали

Римская республика завоевала Иллирию в 168 году до н. э. после окончания Иллирийских войн. Иллирией называлась западная часть Балкан с точки зрения римлян, подобно тому, как обозначение ими Магна Германия не привязывалось к этническим или территориальным особенностям.
Часть Сербии римляне завоевали в 167 году до н. э. и устроили провинцию Иллирик (на месте современной западной части Сербии). В 75 году до н. э. основана провинция Мёзия (современная центральная Сербия). К 9 году до н. э. завоёван Срем, а к 106 году — Бакка и Банат.
Город Сирмий (Sremska Mitrovica) был одним из четырёх ведущих городов поздней Римской империи, служивший столицей в период тетрархии. На территории современной Сербии находились классические регионы Мёзии, Паннония, части Далмации, Дакии, Македонии.
Главными городами Верхней Мёзии были Наиссус (совр. Ниш), Виминациум (совр. Костолац), Сингидунум (совр. Белград), Ремесиана (совр. Бела-Паланка).
Многие знатные римляне и государственные деятели родились на территории современной Сербии, включая 17 из 18 императоров (Ветранион не признавался императором повсеместно, но был провозглашен цезарем).

В 441 году сюда приходят гунны и захватывают Сингидун. В 469 году на эти земли приходят остготы Теодориха, где прежде кочевали сарматы Бабая. После ухода остготов в Италию, их место занимают гепиды.

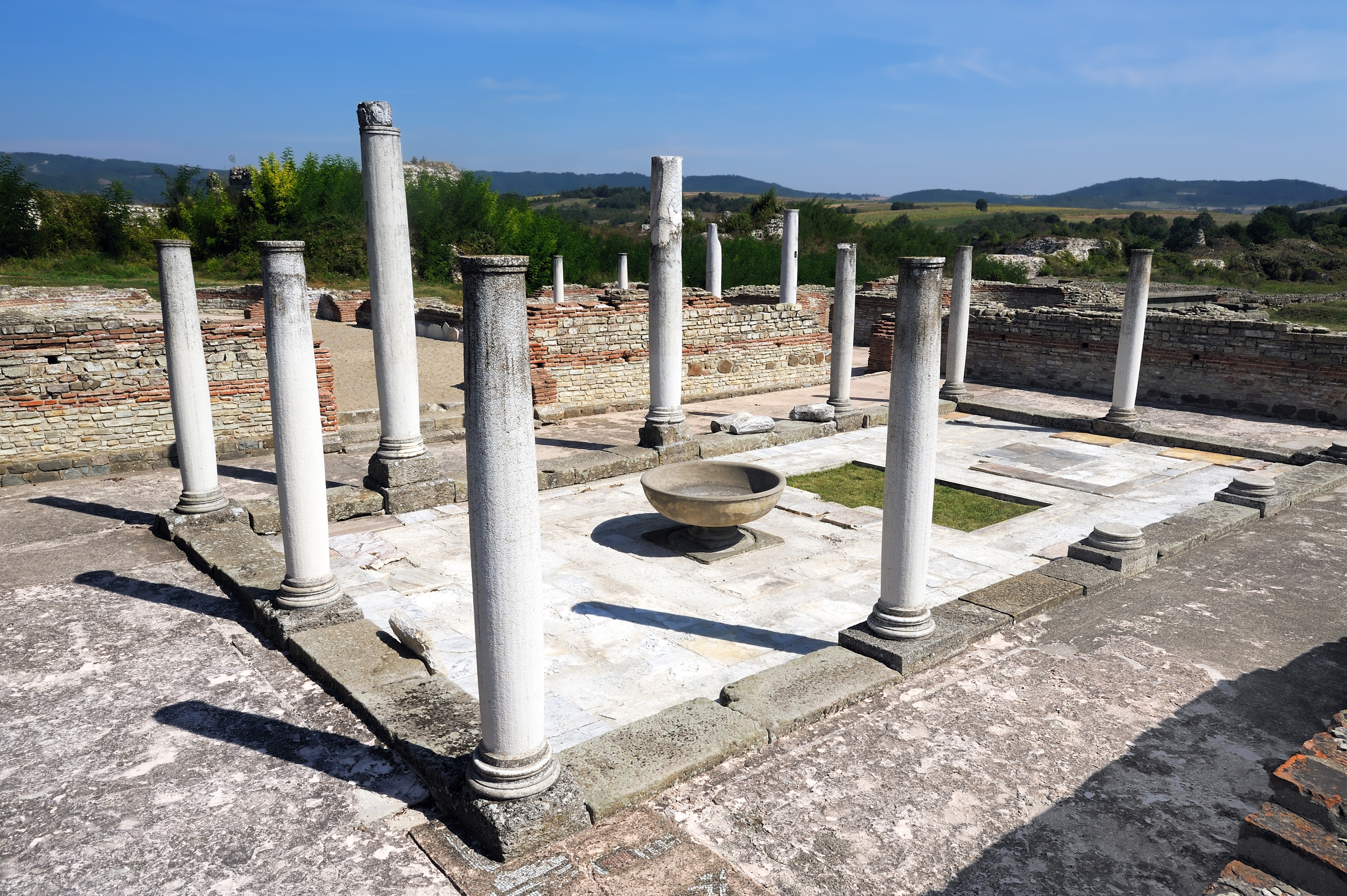
Руины дворца Галерия «Гамзиград-Ромулиана» III века. Объект культурного наследия ЮНЕСКО
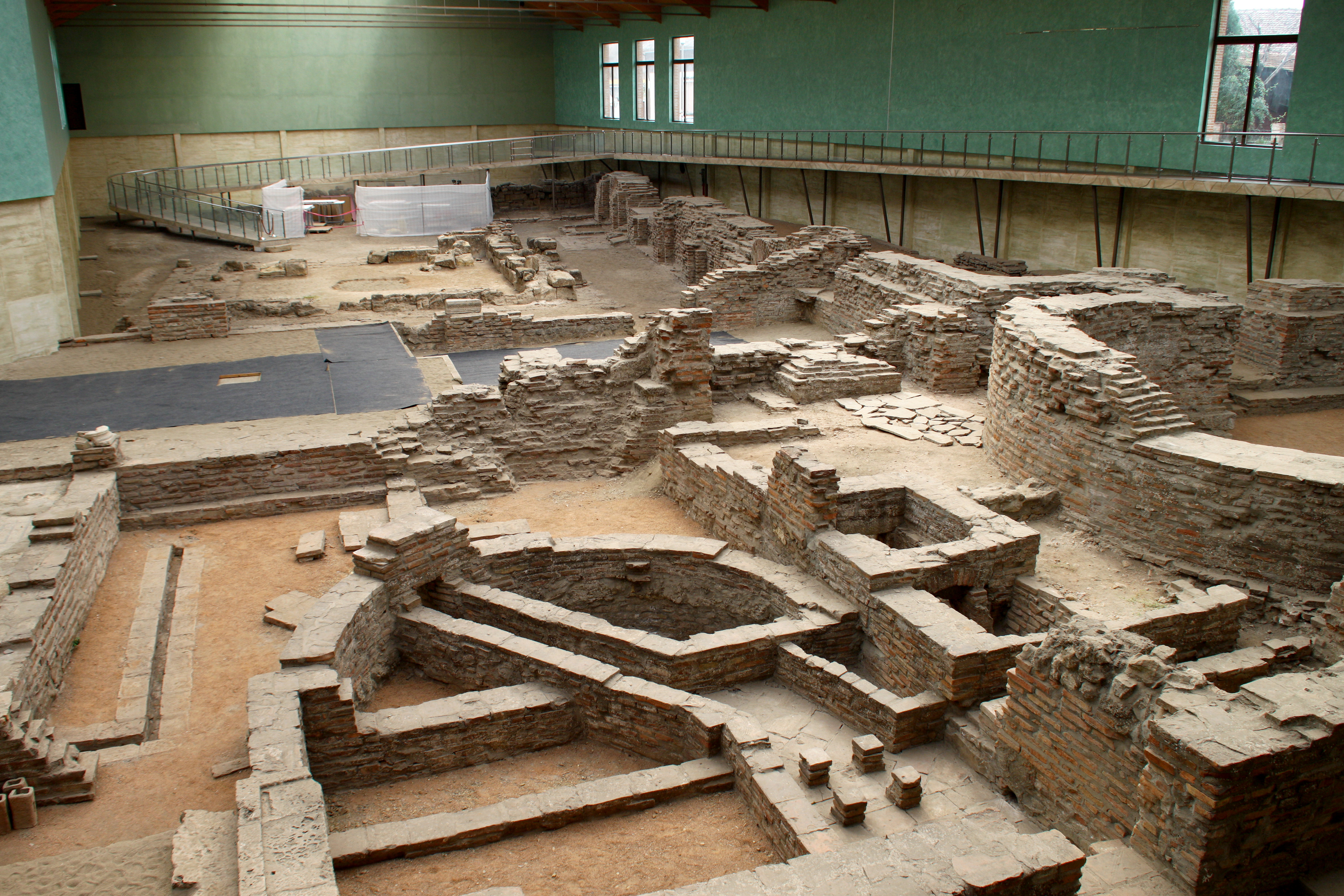
Остатки древнего Сирмия, города поздней Римской империи
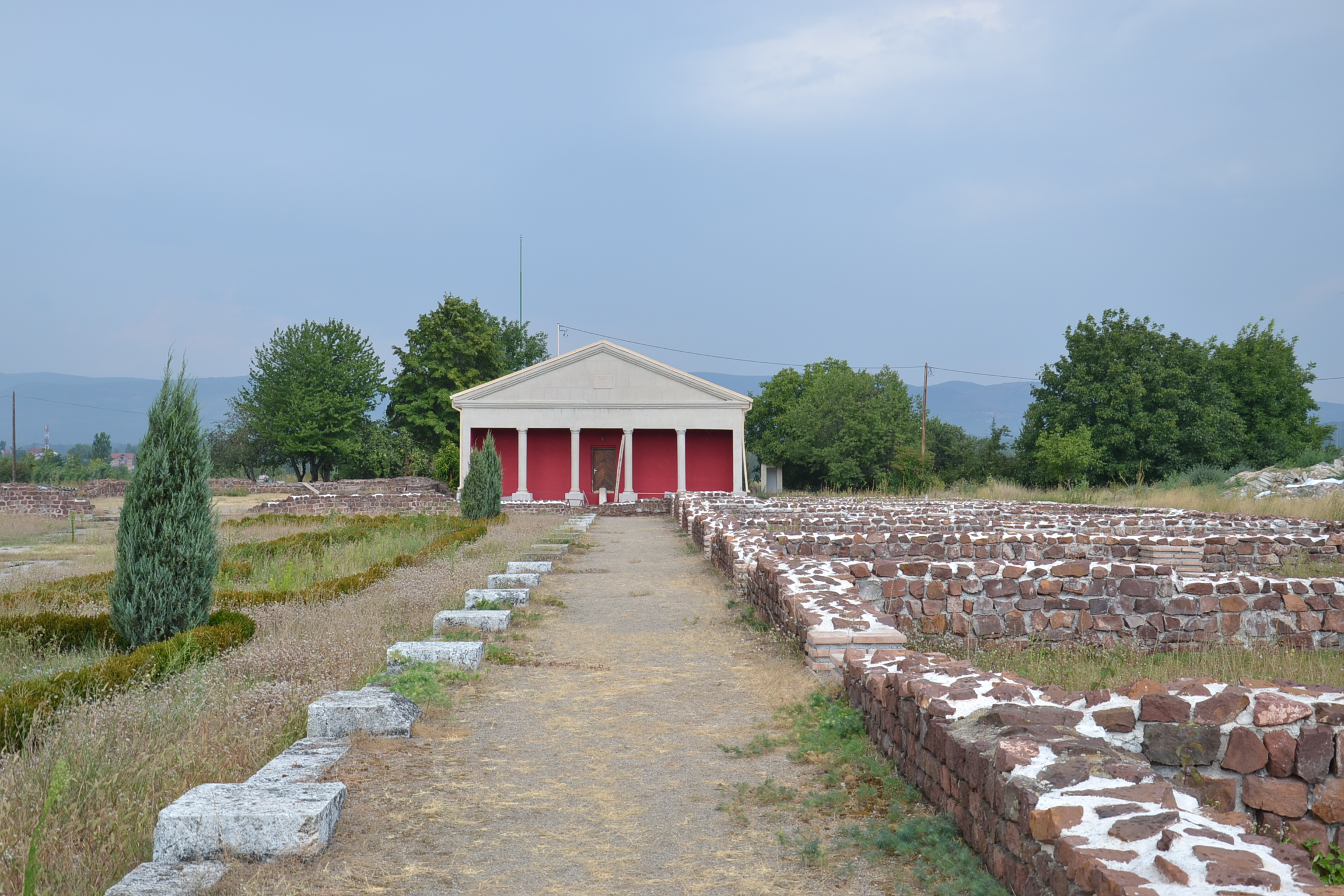
Медиана в Нише, где родился император Константин
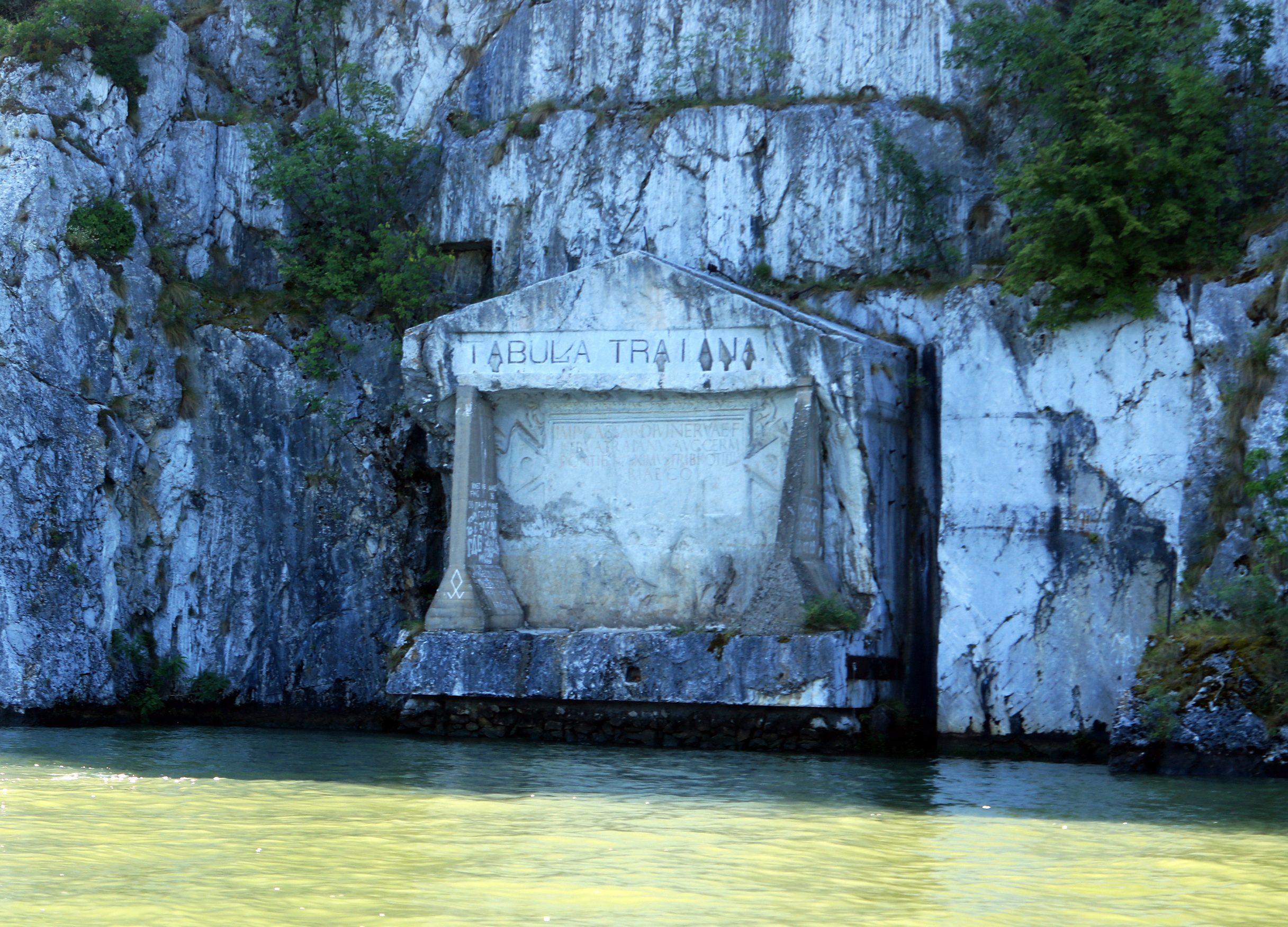
Tabula Traiana на Дунае о строительстве моста. Национальный парк Дердап
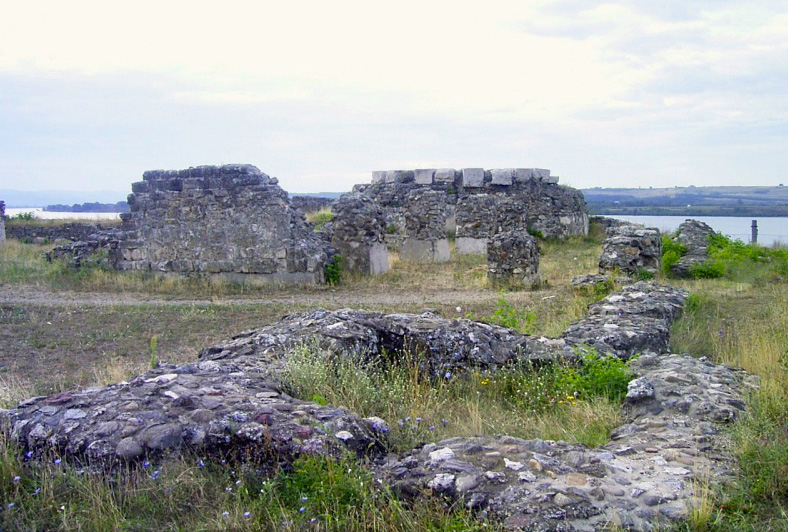
Руины Моста Траяна, крупнейшего в те времена

### Византийский период

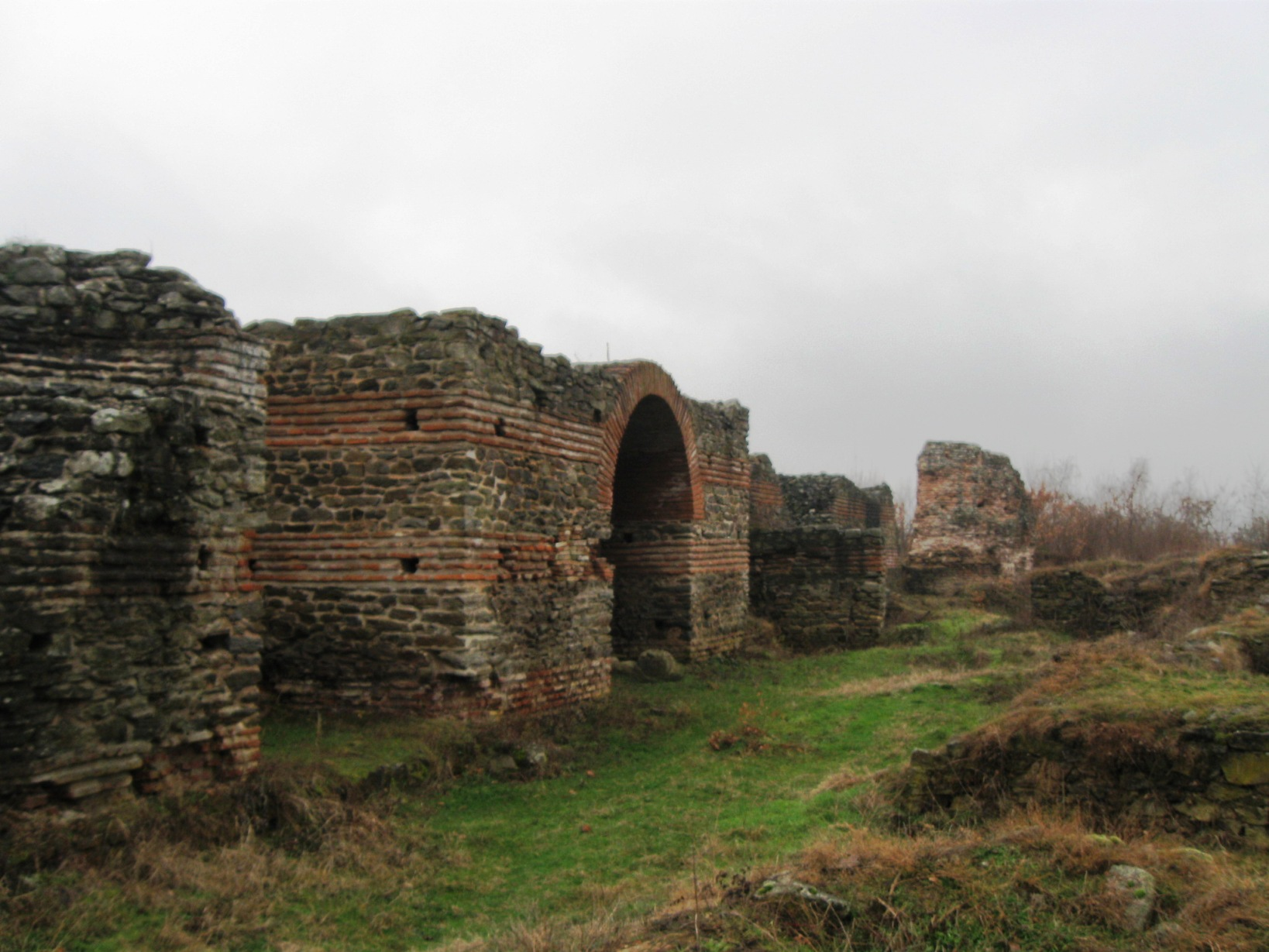
Царичин-Град VI века возле Лебане

Византийский период относится к Раннему Средневековью (330—610), когда Византийская империя вела несколько войн за территорию Сербии. Царичин-Град как археологическая местность культурного значения Сербии (Археологические объекты Сербии исключительного значения) располагается в устроенном императором Юстинианом I (правил в 527—565 годах) городе. В Византийский период территория Сербия включена в две themata: Сервия (1027) и Сирмиум (1071).

### Приход славян
Византийцы условно разделили славянские объединения на две группы: склавины и анты. Вероятно, склавины жили в среднем течении Дуная, а анты — в нижнем, где Малая Скифия. С 520-х годов они начали регулярно нападать на Византийскую империю, грабя, угоняя скот и пленных, захватывая крепости. Часто Византии приходилось параллельно защищать свои восточные рубежи от набегов арабов, персов и турок. Немногочисленные, плохо организованные славянские силы наносили немалый урон, однако не могли захватить крупные укреплённые города Эгейского побережья.
Славяне заселили Балканы в правление Юстиниана I (527—565), когда порядка 100 тысяч человек разгромили Тессалоники. Склавины поселились на западе, а анты на востоке Балкан. В 545 году склавины разграбили Фракию. В 551 году славяне прошли Ниш, направляясь в Тессалоники, но свернули в Далмацию. В VI—VII веках славяне предприняли ряд попыток для захвата Ниша и в решающей схватке в 615 году они взяли город.
Менандр Протектор упоминает вождя склавинов по имени Добрета (577—579), который убил посла аварского кагана Баяна I в ответ на требование стать сюзеренами аваров. Добрета сказал: «Другие не завоевали нашу землю, но мы завоевали их […], и она всегда будет нашей».
В 577 году около 100 тысяч славян наводнили Фракию и Иллирику, грабя и поселяясь. К 580-м годам, когда славянские объединения на Дунае выросли в числе и самоорганизовались, а авары продолжали оказывать своё влияние, набеги стали более масштабными и привели к постоянным переселениям. В 586 году более 100 тысяч воинов атаковали Тессалоники. К 581 году многие славянские племена поселились вокруг Тессалоников, так и не захватив город, и основали Macedonian Sclavinia. По свидетельствам Иоанна Эфесского, в 581 году «проклятый народ славян пошёл и разграбил всю Грецию, окрестности Тессалоники и Фракии, захватил много городов и замков, опустошил, сжёг, разграбил и захватил всю страну». Однако, Иоанн преувеличивал славянские вылазки, безвыездно проживая в Константинополе с 571 по 579 годы. Более того, он считал, что славяне посланы в наказание за гонения монофизитов. К 586 году славянам удалось совершить набеги на западный Пелопоннес, Аттику, Эпир, оставив только восточную гористую часть Пелопоннеса. Последняя попытка Византии восстановить северную границу была предпринята в 591—605 годах, когда окончание конфликта с Персией позволил императору Маврикию перебросить войска на север. Однако в ходе революции 602 года он был свергнут, и Дунайская граница рухнула полтора десятилетия спустя (Балканская кампания Маврикия).
Археологические находки в Сербии и Македонии свидетельствуют, что белые сербы могли прийти на Балканы ранее, чем считалось прежде, между 550—600 годами. Фибула и керамика найдены в римских укреплениях и указывают на присутствие сербов, которые могли быть византийскими foedorati или остатками славянских переселенцев, которые, обосновавшись на Динарском нагорье, образовали сербский этногенез и получили прощение Византии после признания её власти.